# Матильда де Пороэт
Матильда (фр. Mahaut) — виконтесса части Пороэта с 1231, вероятно дочь Эда III, графа де Пороэт.

## Биография
Происхождение Матильды точно не установлено, но предполагается, что она была дочерью Эда III де Пороэт. Точно неизвестно, когда Матильда вышла замуж за Жоффруа де Фугера. В 1231 году Эд III скончался. Матильда стала виконтессой части Пороэта вместе со своим мужем. Тем временем, в других частях правили её сестры Элеонора и Жанна. Дата смерти Матильды неизвестна. Её муж скончался в 1212 году, передав Фугер своему сыну Раулю III.
Окончательный раздел графства на три виконтства состоялся в 1239 и 1240 годах. Рауль III де Фугер, сын Матильды, получил 2/3 графства, включая Жослен, лес в Лануа и Могон. К тому времени Матильда уже скончалась.

## Брак и дети
Муж: Жоффруа (ум. 1212), сеньор де Фугер Дети:
- Рауль III (ум. 24 февраля 1256), сеньор де Фугер